# Junioreuropamästerskapet i ishockey 1976
Junioreuropamästerskapet i ishockey 1976 var 1976 års upplaga av turneringen.

## Grupp A
Spelades i Koprivnice och Opava i Tjeckoslovakien under perioden 21-29 mars 1976

### Första omgången
grupp 1
| Lag                               | Sovjetunionen | Finland | Polen | Tjeckoslovakien B' | gjorda mål/insläppta mål | poäng |
| --------------------------------- | ------------- | ------- | ----- | ------------------ | ------------------------ | ----- |
| 1. Sovjetunionen                  | —             | 6-1     | 9-2   | 4-2                | 15-03                    | 4     |
| 2. Finland                        | 1-6           | —       | 5-2   | —                  | 06-08                    | 2     |
| 3. Polen                          | 2-9           | 2-5     | —     | 2-11               | 04-14                    | 0     |
| Tjeckoslovakien U18 (utom tävlan) | 2-4           | —       | 11-2  | —                  | 13-6                     | 2     |

- Notera Bulgarien skulle ha deltagit, men hoppade av på grund av ett influensautbrott. Ett tjeckoslovakiskt U18-lag anmäldes i stället, men kom för sent till matchen mot Finland. Deras matcher räknas endast utom tävlan.

grupp 2
| Lag                | Tjeckoslovakien | Sverige | Västtyskland | Schweiz | gjorda mål/insläppta mål | poäng |
| ------------------ | --------------- | ------- | ------------ | ------- | ------------------------ | ----- |
| 1. Tjeckoslovakien | —               | 4-3     | 5-3          | 8-1     | 17-07                    | 6     |
| 2. Sverige         | 3-4             | —       | 7-2          | 8-1     | 18-07                    | 4     |
| 3. Västtyskland    | 3-5             | 2-7     | —            | 7-5     | 12-17                    | 2     |
| 4. Schweiz         | 1-8             | 1-8     | 5-7          | —       | 07-23                    | 0     |

### Andra omgången
Slutspelsserien
| Lag                | Sovjetunionen | Sverige | Finland | Tjeckoslovakien | gjorda mål/insläppta mål | poäng |
| ------------------ | ------------- | ------- | ------- | --------------- | ------------------------ | ----- |
| 1. Sovjetunionen   | —             | 2-2     | (6-1)   | 7-4             | 15-07                    | 5     |
| 2. Sverige         | 2-2           | —       | 5-1     | (3-4)           | 10-07                    | 3     |
| 3. Finland         | (1-6)         | 1-5     | —       | 6-3             | 08-14                    | 2     |
| 4. Tjeckoslovakien | 4-7           | (4-3)   | 3-6     | —               | 11-16                    | 2     |

Nedflyttningsserien
| Lag                               | Västtyskland | Polen  | Schweiz | Tjeckoslovakien U18' | gjorda mål/insläppta mål | poäng |
| --------------------------------- | ------------ | ------ | ------- | -------------------- | ------------------------ | ----- |
| 1. Västtyskland                   | —            | 11-5   | (7-5)   | 1-10                 | 18-10                    | 4     |
| 2. Polen                          | 5-11         | —      | 8-4     | (2-11)               | 13-15                    | 2     |
| 3. Schweiz                        | (5-7)        | 4-8    | —       | 2-16                 | 09-15                    | 0     |
| Tjeckoslovakien U18 (utom tävlan) | 10-1         | (11-2) | 16-2    | —                    | 37-05                    | 6     |

Bulgarien nedflyttade till 1977 års B-grupp.

## Priser och utmärkelser
- Poängkung: Ernst Hofner, Västtyskland (12 poäng)
- Bästa målvakt: Pelle Lindbergh, Sverige
- Bästa försvarare: Vjatjeslav Fetisov, sovjetunionen
- Bästa anfallare: Valerij Jevstifejev, sovjetunionen

## Grupp B
Spelades i Bukarest och Ploiești i Rumänien under perioden 13-21 mars 1976

### Första omgången
grupp 1
| Lag          | Rumänien | Norge | Frankrike | Italien | Spanien | gjorda mål/insläppta mål | poäng |
| ------------ | -------- | ----- | --------- | ------- | ------- | ------------------------ | ----- |
| 1. Rumänien  | —        | 6-4   | 3-2       | 7-3     | 12-2    | 28-11                    | 8     |
| 2. Norge     | 4-6      | —     | 6-1       | 6-1     | 15-2    | 31-10                    | 6     |
| 3. Frankrike | 2-3      | 1-6   | —         | 6-4     | 6-1     | 15-14                    | 4     |
| 4. Italien   | 3-7      | 1-6   | 4-6       | —       | 7-3     | 15-22                    | 2     |
| 5. Spanien   | 2-12     | 2-15  | 1-6       | 3-7     | —       | 08-40                    | 0     |

grupp 2
| Lag            | Jugoslavien | Österrike | Danmark | Ungern | gjorda mål/insläppta mål | poäng |
| -------------- | ----------- | --------- | ------- | ------ | ------------------------ | ----- |
| 1. Jugoslavien | —           | 4-0       | 9-0     | 12-0   | 25-0                     | 6     |
| 2. Österrike   | 0-4         | —         | 4-0     | 6-2    | 10-06                    | 4     |
| 3. Danmark     | 0-9         | 0-4       | —       | 8-5    | 08-18                    | 2     |
| 4. Ungern      | 0-12        | 2-6       | 5-8     | —      | 07-26                    | 0     |

### Placeringsmatcher
| Sjunde plats | Italien   | 7-5 (0-1, 4-2, 3-2)              | Ungern      |  |
| Femte plats  | Danmark   | 7-6 övertid (4-1, 0-1, 2-4, 1-0) | Frankrike   |  |
| Tredje plats | Österrike | 3-2 (1-0, 0-2, 2-0)              | Norge       |  |
| Final        | Rumänien  | 6-2 (1-0, 2-0, 3-2)              | Jugoslavien |  |

- Resultat för matcherna om femte och sjunde plats är tagna från International Ice Hockey Encyclopedia och stämmer inte med Hockeyarchives.

Rumänien uppflyttade till 1977 års A-grupp.

### Fotnoter
1. ↑  ”Championnat d'Europe 1976 des moins de 19 ans” (på franska). Hockeyarchives. 16 mars 1976. http://www.passionhockey.com/hockeyarchives/U-19_1976.htm. Läst 29 november 2014.